# Челебі Лютфі-паша
Дамат Челебі Лютфі-паша (тур. Damat Çelebi Lütfi Paşa; 1488 — 27 березня 1564) — великий візир Османської імперії з 1539 по 1541 рік, зять (дамат) султана Сулеймана Пишного.

## Біографія
Народився між 1475 і 1490 роком. Справжнє походження невідоме. Однак за традицією Лютфі-пашу вважають албанцем. Ще  дитиною потрапив у султанський палац, де навчався в Ендируні.

## Кар'єра
Був призначений санджакбеєм Кастамону, бейлербеєм Караману, Анатолії, Сирії. Брав участь у військових походах султана Сулеймана на Белград, Родос, Угорщину, Відень і Багдад. З 1534 року Лютфі-паша був бейлербеєм Румелії. Також брав участь у 1537 році у війні з Італією та Венецією, а в 1538 році — у поході на Молдавію.
Лютфі-паша знову був покликаний до двору Султана Сулеймана в 1539 році, коли під час епідемії чуми помер Великий візир Айас Паша. 13 липня 1539 року Лютфі-паша офіційно вступив на посаду Великого візира, яку обіймав до 1541 року. У 1541 році Шах Султан розлучилася з чоловіком, після чого той був знятий з посади Великого візира і висланий у Диметоку.

## Родина
У 1523 році одружився з сестрою Сулеймана Пишного Шах Султан. У цьому шлюбі народилися доньки — Эсмехан Бахарназ Султан і Неслихан Султан. У 1541 році Шах Султан розлучилася з чоловіком за причиною "жорстокості", адже Лютфі-паша був відомий своїм деспотизмом. Можливо, що він дозволив собі рукоприкладство по відношенню до сестри султана, але не був страчений за особистим проханням Шах Султан.

## Смерть
Помер Лютфі-паша 27 березня 1564 року.

## Літературні праці
Лютфі-паша став автором 21 праці. Серед них твори релігійно—етичного, історичного, політичного, медичного та економічного характеру. Деякі автори приписують перу Лютфі-паші також звід законів «Канун-наме».
Найвідомішими працями паші є «Tevarih-i Ali Osman» (історична робота, що описує період правління трьох султанів: Баязида II, Селіма I, Сулеймана I і «Asafname» (політико-економічний трактат).

## Кіновтілення
У турецькому серіалі «Величне століття» роль Лютфі-паші виконує Мехмет Озгюр.
У турецькому телесеріалі «Хюррем Султан» (2003) роль Лютфі-паші виконує Левент Йилмаз.
1. ↑  https://books.google.com.mx/books?id=jJY3AAAAIAAJ&pg=PA838&dq=L%C3%BCtfi+Pasha+1564&hl=es&sa=X&ved=0ahUKEwix8qem6cjlAhVRmK0KHepKDvkQ6AEIKzAA#v=onepage&q=L%C3%BCtfi%20Pasha%201564&f=false
2. ↑  https://www.jagoroniya.com/history-traditions/3138/March-27-Deaths
3. ↑  https://www.marefa.org/%D9%84%D8%B7%D9%81%D9%8A_%D9%BE%D8%A7%D8%B4%D8%A7
4. ↑  http://id.loc.gov/authorities/names/n84228746.html
5. ↑  https://muhtesemyuzyil.fandom.com/ru/wiki/Лютфи_Паша